# 뷰티 바이블 2015 - F/W
《뷰티 바이블 2015 - F/W》는 KBS W의 텔레비전 프로그램이다.

## 방송 개요
- 직접 경험을 통해 얻은 글로벌 뷰티 팁과 노하우를 전달하고 자신만의 남다른 지식을 솔직하게 털어놓고 트렌디한 정보를 전해주는 신개념 뷰티 프로그램

## 방송 시간
- 매주 화요일 밤 9:50

## 출연자
- 황광희
- 전효성
- 강승현
- 백지수